# Турурав II (правитель Гумбета)
Турарав (авар. ТIурурав) или (авар. ТIурулав)  (ум. ок. 1695 года) — князь из рода Турловых, потомок аварских ханов, правитель аварского государственного образования со столицей в Чечен-ауле. Турарав был сыном Загаштука. Владетель Чечен-аула и близлежащих деревень и Гумбета.
О его правлении ничего неизвестно. У него был сын Амирхамза, также возможно что у него был ещё один сын по имени Чупан, хотя возможно что он был сыном Сурхая, брата Турарава, который сидел в Мехельте, столице Гумбета.
По мнению Т.М.Айтберова ему наследовал его двоюродный брат Мухаммад. Но возможно, что этот Мухаммад, также известный как Баммат, имел кабардинское происхождение.